# The Velvet Underground (album)
The Velvet Underground is het derde album van de Amerikaanse experimentele rockgroep The Velvet Underground uit 1969.

## Achtergrond
Op hun vorige albums, The Velvet Underground & Nico en White light/White heat, profileerde The Velvet Underground zich als een avant-gardistische rockgroep, met multi-instrumentalist John Cale als hun experimentele stuwkracht. In 1968 leidden onenigheden tussen Cale en voorman Lou Reed echter tot het vertrek van Cale. Bassist Doug Yule werd hierop gerekruteerd als zijn vervanger.
Voor hun gelijknamige derde album maakte The Velvet Underground een radicale overstap van chaotische avant-garde op terughoudende en toegankelijke rockmuziek, met zowel tedere ballades (Candy says, Pale blue eyes, Jesus) als gepassioneerde rocknummers (What goes on, Beginning to see the light). De overgebleven avant-garde beperkt zich tot het experimentele The murder mystery, waarop alle vier de groepsleden bijdragen aan de vocalen. Het album eindigt met een zeldzame zangpartij voor drummer Maureen Tucker op het akoestische After hours.

## Composities
Alle muziek en teksten zijn geschreven door Lou Reed. 
| Nr. | Titel           | Duur |
| --- | --------------- | ---- |
| 1.  | Candy says      | 4:04 |
| 2.  | What goes on    | 4:55 |
| 3.  | Some kinda love | 4:03 |
| 4.  | Pale blue eyes  | 5:41 |
| 5.  | Jesus           | 3:24 |

| 6.                 | Beginning to see the light  | 4:41 |
| 7.                 | I'm set free                | 4:08 |
| 8.                 | That's the story of my life | 1:59 |
| 9.                 | The murder mystery          | 8:55 |
| 10.                | After hours                 | 2:07 |
| Totale duur: 43:53 |                             |      |

## Bezetting
- Lou Reed – zang, gitaar
- Sterling Morrison – gitaar, zang
- Maureen Tucker – percussie, zang
- Doug Yule – basgitaar, orgel, zang